# Гасконське герцогство
Гаско́нське ге́рцогство (окс. Ducado da Gasconha; фр. Duché de Gascogne), відоме також як Васко́нське ге́рцогство (баск. Baskoniako Dukerria; фр. Duché de Vasconie; ісп. Ducado de Vasconia; лат. Ducatus Wasconia) — середньовічне герцогство на південному заході сучасної Франції і частково на північному заході сучасної Іспанії (теперішні Країна Басків і Наварра) у VII — XV століттях.

## Назва
- Гасконське (Васконське) герцогство (баск. Baskoniako Dukerria, баск. Duché de Gascogne, Duché de Vasconie; окс. Ducado da Gasconha; фр. Duché de Vasconie; ісп. Ducado de Vasconia; лат. Ducatus Wasconia, Ducatus Wasconiæ[1]) — походить від античного племені васконів, предків сучасних басків
- Васконсько-Новемпопуланське герцогство (лат. Ducatus Wasconia Novempopulaniam)[2]
- Васконське князівство — від української ранньомодерної традиції перекладати лат. ducatus (герцогство) як «князівство», а лат. dux — як «князь»; хоча в середьновічній латині українському «князю» відповідає лат. princeps, principe.

## Географія
Територія, яка історично входила до складу Васконського (Гасконського) герцогства, нині входить у французькі департаменти Жер, Ланди, Верхні Піренеї та Піренеї Атлантичні. На півночі герцогство межувало з Аквітанським герцогством. На сході розташовувались залежні від Тулузького графства Ломань, Жимоє та графство Іль. На півдні були володіння з переважно баскським населенням: Комменж, Кузеран, Бігорр, Беарн, що межували у Піренеях з Наваррським королівством.

## Історія

### Заснування
Назва герцогства походить від Васконі — країни басків. З часом написання назви поступово змінялась з Васконь на Гасконь, що особливо прискорилось після підпадіння герцогства під стійкий франкський вплив з другої половини IX століття.
Васконське герцогство було вперше засноване в складі Франкського королівства в 602 році на території колишньої римської провінції Аквітанія Новемпопулана, яка розташовувалась північніше Піренеїв. Франкське Васконське герцогство додатково включило у свій склад і заселені басками (васконами) землі південніше Піренеїів, на яких в майбутньому утворилось Наваррське королівство зі столицею в Памплоні.
Завдяки особистій унії в 660 році Васконське герцогство підпало під владу Аквітанії. У 715 герцог Одо Великий почав використовувати титул «принцепс Аквітанії», що означало фактичну незалежність об'єднаних земель герцогств Аквітанії та Гасконі, однак невдовзі знову визнає зверхність Франкського королівства. У 746 році Аквітанія і Гасконь остаточно підпорядковані Франкському королівству.
Близько 770 року Гасконське герцогство вийшло з під влади Аквітанії, фактично здобувши незалежність.

### Франко-арабські війни
Влада франків у Васконі була хиткою. Зокрема, під час невдалого походу християн на мусульманську Сарагосу в 778 році, відступаючі франки Карла Великого зруйнували міські стіни Памплони, щоб послабити місто та уникнути можливого повстання. У відповідь баски напали на ар'єргард франкської армії на чолі з Роландом на перевалі Ронсеваль. Ця подія лягла в основу «пісні про Роланда». Скориставшись ситуацією, Кордовський емірат захопив Памплону та прилеглі до неї землі за Піренеями. Частина басків намагалися чинити опір і йому. Зокрема, 781 року двоє місцевих володарів, яких арабські джерела називають ібн-Баласк («син Веласко») і Мотмін аль-Акра («Хімено Сильний»), зазнали поразки та були змушені підкоритися Кордові.
Наступна згадка про Памплону датується 799 роком, коли Мутарріф ібн-Муса, який, як вважають, був управителем міста і представником християн-перевертнів з Касійського дому, був убитий профранкською фракцією.
806 року франки повернули собі Памплону. 812 року, після франко-кордовського миру, король Людовик Благочестивий вирушив до Памплони, де створив недовговічне Памплонське графство.
Через пару років, коли франкський контроль на південь від Піренеїв ослабнув внаслідок повстання у Васконі, Кордовський еміра знову повернув собі Памплону. 816 року мусульмани перемогли памплонські війська у битві під Панкорбо, в якій загинув Баласк аль-Яласкі (Веласко Гасконський).

## Встановлення спадкового герцогства
У 864 році першим спадковим правителем Гасконського герцогства став Санш III Мітарра. Починаючи з нього титул герцога стає спадковим в роду. Формально герцоги Гасконі були васалами короля Західного Франкського королівства, однак фактичної влади в герцогстві король не мав.

Вже за найближчих наступників Санша III Мітарри герцогство почало дробитись на дрібніші володіння. Після смерті 930 року сина Санша, Гарсії II Горбатого, герцогство розділилось на три частини між його синами. З молодших синів Гільйом Гарсія отримав графство Фезансак, від якого у свою чергу, пізніше відокремилась низка володінь, включаючи Арманьякське графство, а Арно Гарсія Ноннат — графство Астарак. Старший син Гарсії II, Санш (Санчо) IV, отримав Гасконське графство і герцогський титул. Правителі гасконських графств, віконств і сеньйорій вважались васалами герцога Гасконі, але поступово набували все більшої незалежності.

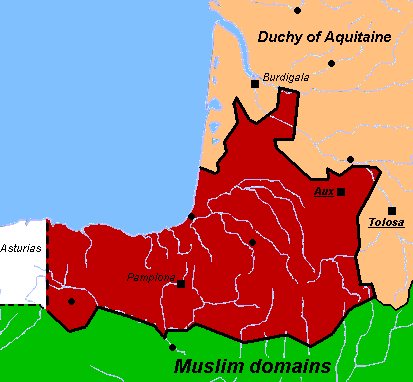
Васконія і Аквітанія за Едо Великого.

Первинно герцоги Гасконські більше тяжіли до королів Наварри, поступово потрапивши у залежність від них. Герцог Санш VI тривалий час перебував при дворі короля Наварри Санчо III Великого у Памплоні і брав разом із королем участь у Реконкісті. В офіційних документах король Санчо III у 1022 році йменував себе правителем земель аж до річки Гаронни на півночі.
Однак по смерті герцога Санша VI, що не залишив потомства чоловічої статі, рід згас. За титул герцога Гасконського розпочалась суперечка між герцогами Аквітанії (герцог Аквітанський Гільйом V Великий був одружений із сестрою Санша VI) і графами Арманьяку (граф Бернар II був нащадком другого сина герцога Гарсії II), що переросло у війну з пересінними успіхами, остаточними переможцями з якої вийшли герцоги Аквітанії. У 1052 році Гі Жоффруа, граф Бордо й Ажана розбив Бернара II і став герцогом Гасконі. А після того, як він же у 1058 році успадкував Аквітанське герцогство (під ім'ям Вільгельм VIII), Гасконь остаточно увійшла до складу Аквітанії.

## Герцоги
- 602—606: Женіал
- 660—670: Фелікс
- 688—735: Одо Великий
- 1009—1032: Санш VI Гійом
- 1052—1086: Вільгельм VIII
- 1362—1372: Едвард Чорний Принц